# Gustave Courbet
Pentru amiralul francez, vedeți Amiralul Courbet (1828 - 1885).
Gustave Courbet, (n. 10 iunie 1819, Ornans⁠(d), Franche-Comté⁠(d), Franța – d. 31 decembrie 1877, La Tour-de-Peilz⁠(d), cantonul Vaud, Elveția) a fost un pictor francez, care a condus mișcarea artistică a realismului în pictura franceză din secolul al 19-lea. Într-unele din operele sale exprimă un naturalism violent, ca în tabloul intitulat Originea Lumii, 1866.
Angajat în evenimentele politice ale timpului său, a fost ales în conducerea Comunei din Paris din anul 1871. Viața lui coincide cu o perioadă deosebit de furtunoasă din istoria Franței: întoarcerea pe tron a Bourbonilor după căderea lui Napoleon, Revoluția din iulie 1830, Revoluția din 1848, a II-a Republică, al II-lea Imperiu, Comuna din Paris și, în fine, cea de-a III-a Republică. În ciuda convingerilor sale republicane, Courbet nu este legat de niciun regim politic al Franței secolului al XIX-lea, rămânând fidel, cum avea să spună el însuși, „regimului libertății.”

## Viață și operă
Jean Désiré Gustave Courbet s-a născut la 10 iunie 1819 la Ornans, un sat din regiunea Franche-Comté, la poalele masivului Jura, nu departe de granița cu Elveția. Familia Courbet făcea parte din mica burghezie, tatăl artistului, Régis Courbet, era proprietar de pământ. Gustave a fost foarte legat de bunicul său, Jean-Antoine Oudot, care i-a insuflat idealurile republicane. 
La vârsta de doisprezece ani urmează micul seminar din Ornans, unde învață tehnica desenului de la un fost elev al lui Jean Antoine Gros (1771-1835). Șase ani mai târziu, învață pictura la cursurile Colegiului Regal din Besançon. La sosirea lui în Paris pentru a studia Dreptul, în anul 1839, ia contact cu pictori ca Eugène Delacroix și Jean Auguste Ingres, se interesează însă mai mult de creația lui Théodore Géricault. Se decide repede și irevocabil să devină pictor și, începând din anul 1840, se dedică tot mai mult studiilor sale de pictură. Se înscrie la cursul pictorului academic Charles Steuben, frecventează și câteva academii așa zise independente, pentru a putea lucra după model, studiază la Muzeul Louvre maeștrii picturii spaniole, venețiene și olandeze. Îi admiră în special pe olandezi - pe Rembrandt van Rijn și pe Frans Hals - iar în 1847 face chiar o călătorie în Olanda pentru a cunoaște mai bine pictura olandeză.
În anul 1844, reușește să expună pentru prima dată un tablou la Salonul din Paris. În 1845 și 1846 expune din nou câte un tablou, în schimb, în 1847 toate picturile pe care le-a trimis au fost refuzate. În acest timp întreține legături strânse cu teoreticianul socialist Pierre-Joseph Proudhon, cu poetul Charles Beaudelaire - căruia îi face și un portret -, și cu scriitorul Jules Champfleury, teoretician al realismului în literatură și artă. 
Courbet este adept al revoluției din februarie 1848 , dar nu ia parte activ la ea. Se folosește însă de prilejul oferit de desființarea comisiei de acceptare a Salonului și expune peste zece tablouri. În anul următor, Courbet repurtează primul său succes adevărat la Salon, când juriul, reînființat, îi acceptă șapte lucrări prezentate. Statul francez achiziționează tabloul său intitulat O după-amiază la Ornans, și Courbet este distins cu o medalie. Aceasta îi asigură de aici încolo dreptul de a expune la Salon fără a prezenta lucrările comisiei de selecție.

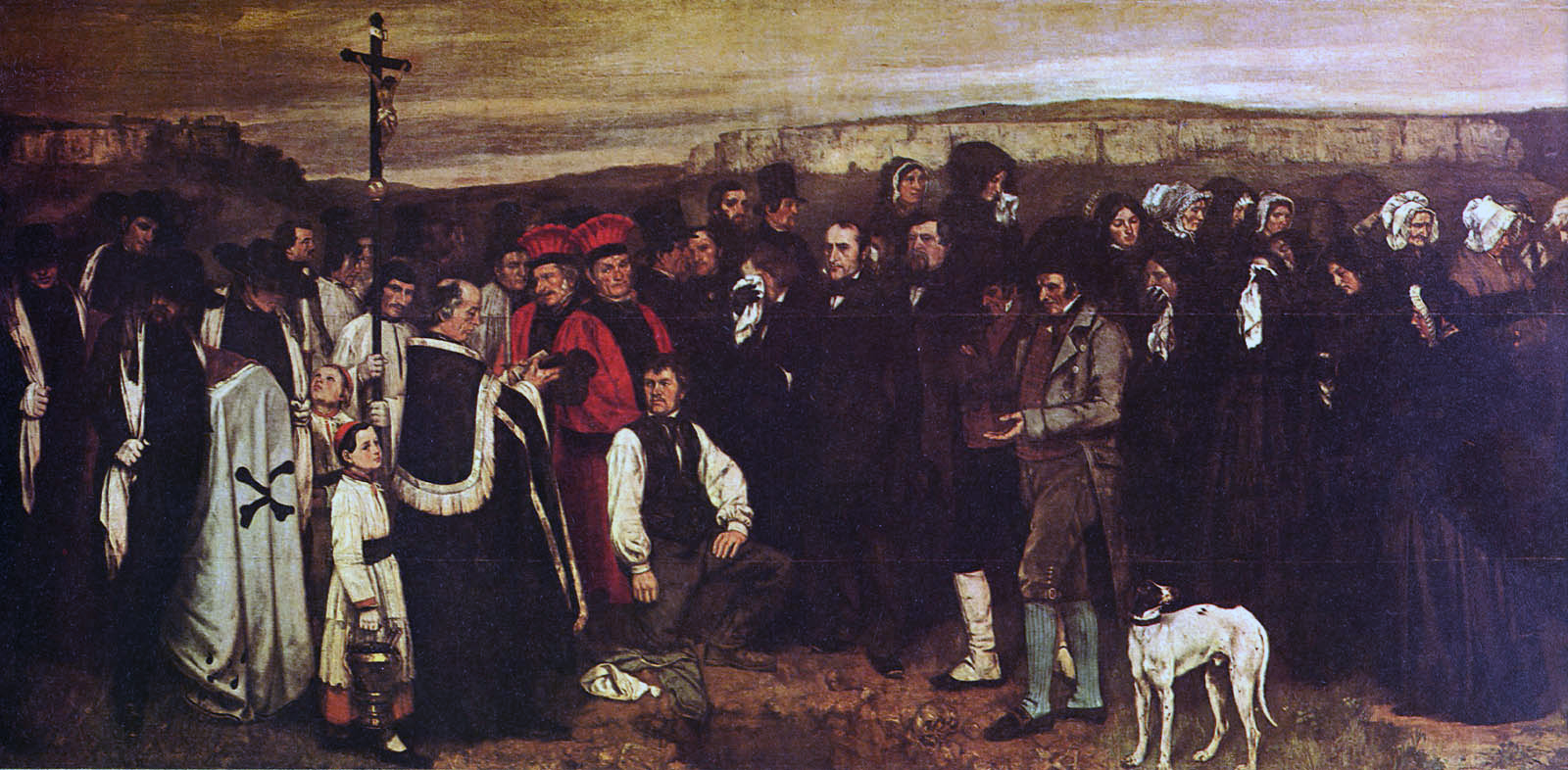
O înmormântare la Ornans, 1849-1850 - Musée d'Orsay, Paris

Anii 1849 și 1850 îi petrece la Ornans. Lucrează la compoziția O înmormântare la Ornans, dedicată amintirii bunicului său, decedat cu un an în urmă. Tabloul expus la Salon provoacă scandal. Courbet este declarat pictor socialist căruia îi place urâțenia. După trei ani, ținta atacurilor criticii este un alt tablou, Baigneuses. Apare însă un tânăr colecționar, Alfred Bruyas, care descoperă cu entuziasm picturile lui Courbet și decide să le cumpere în mare cantitate. Pictorul petrece în casa acestuia din Montpellier câteva luni din vara anului 1854, timp în care pictează tabloul Întâlnirea - Bonjour, Monsieur Courbet. Pleacă apoi la Palavas, pe malul Mării Mediterane, unde pictează câteva tablouri cu tematică marină.
În 1855, la Expoziția Universală, Courbet prezintă unsprezece tablouri în grupul pictorilor reprezentând Franța. Juriul nu i-a acceptat însă unele din tablourile prezentate; atunci Courbet, cu sprjinul material al lui Bruyas, ridică în apropierea expoziției propriul său pavilion, denumit "Le Réalisme", unde expune circa patruzeci de tablouri. Acest act de independență nu a avut totuși un ecou tocmai favorabil în lumea artistică.

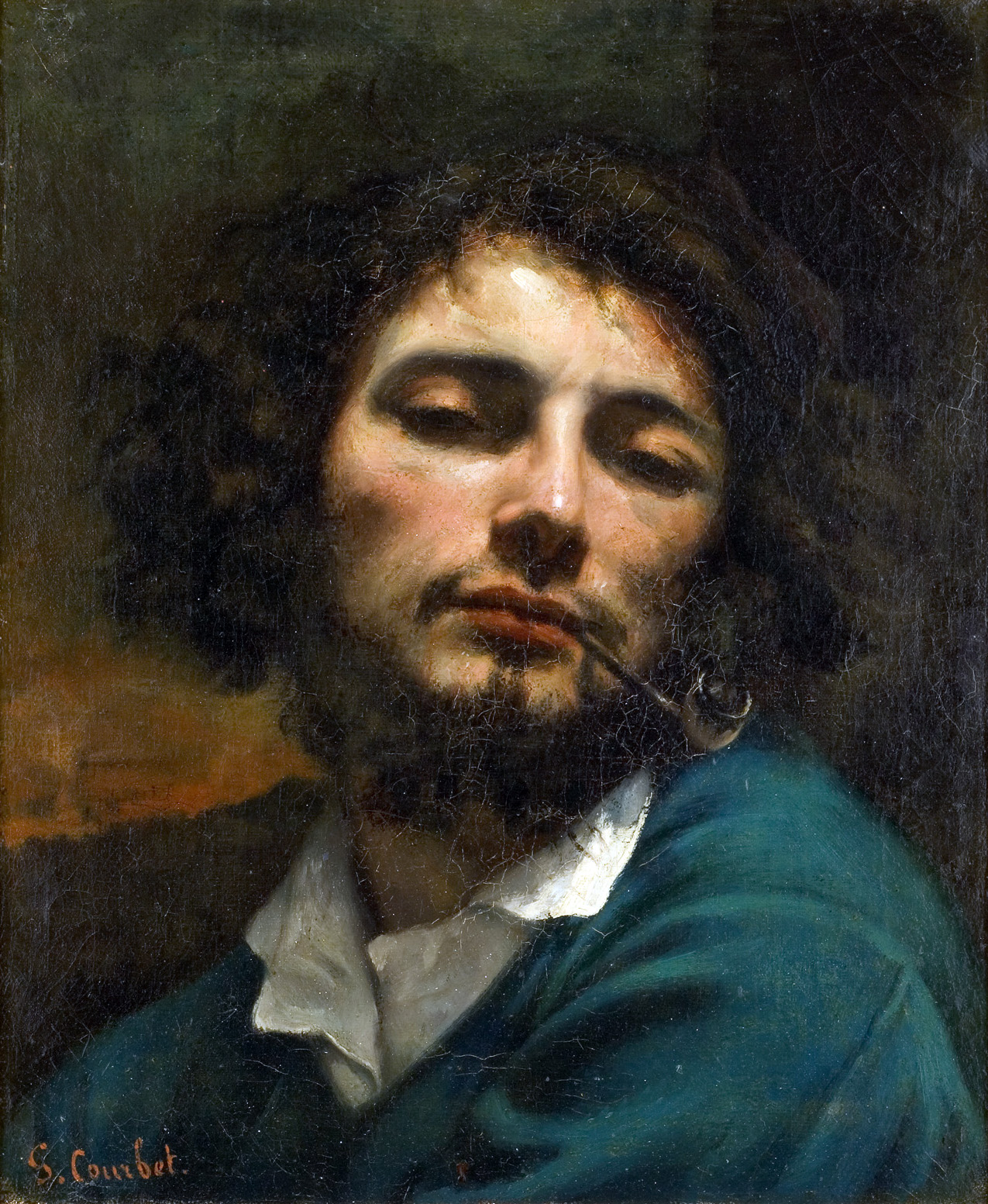
Fumătorul de pipă Autoportret, 1849 - Musée Fabre, Montpellier

Courbet pictează în tot cursul vieții sale multe autoportrete, caracterizate printr-o extraordinară diversitate. Artistul apare în ipostaze diferite: tânăr dandy cu privire provocatoare (Courbet cu câine negru, 1844), tânăr artist visător (Bărbat cu centură de piele, 1846), fumător de pipă, rănit în duel, muzicant etc. Prin autoportretele sale, el dă de înțeles că el nu este ceea ce consideră alții că ar fi, că el nu poate fi simplificat ca o persoană sau alta, fiindcă în el se regăsesc personaje diferite.
În 1857, tabloul Domnișoarele de pe malul Senei expus la Salon declanșează din nou critici aspre. În schimb, pictorul se bucură de mult succes în Germania, participă la numeroase expoziții în Belgia și Olanda. 
În 1863, Courbet pleacă pentru un timp la Saintes, unde se întâlnește cu Jean-Baptiste Corot, care dorea să picteze în aceeași regiune. Courbet pictează teme foarte variate: portrete, peisaje, etc. 

### Comuna din Paris
La 18 martie 1871, după înfrângerea Franței în războiul cu Prusia și sfârșitul celui de-al II-lea Imperiu, începe să funcționeze guvernul revoluționar al Comunei din Paris, care durează până la 27 mai 1871. În septembrie 1870, Courbet este ales președinte al Uniunii Artiștilor. În competența sa intră și muzeele din Paris și protecția monumentelor. În timpul Comunei este ales deputat al poporului. După înăbușirea Comunei, Courbet este arestat și acuzat că ar fi inițiat dărâmarea Coloanei Vêndome. Este condamnat la șase luni de închisoare. După eliberare, emigrează în Elveția, stabilindu-se în localitatea La Tour-de-Peilz de pe malul lacului Geneva.

### Sfârșitul vieții în exil
Courbet nu se mai întoarce în Franța niciodată. Încearcă, fără succes, să-și salveze bunurile și tablourile, care sunt risipite treptat, fiind vândute pe prețuri derizorii. În tot cursul anului 1877 starea sănătății lui Courbet se deteriorează continuu. Moare la 31 decembrie, răpus de o boală de inimă și de ficat, boală de care suferea încă din 1873.

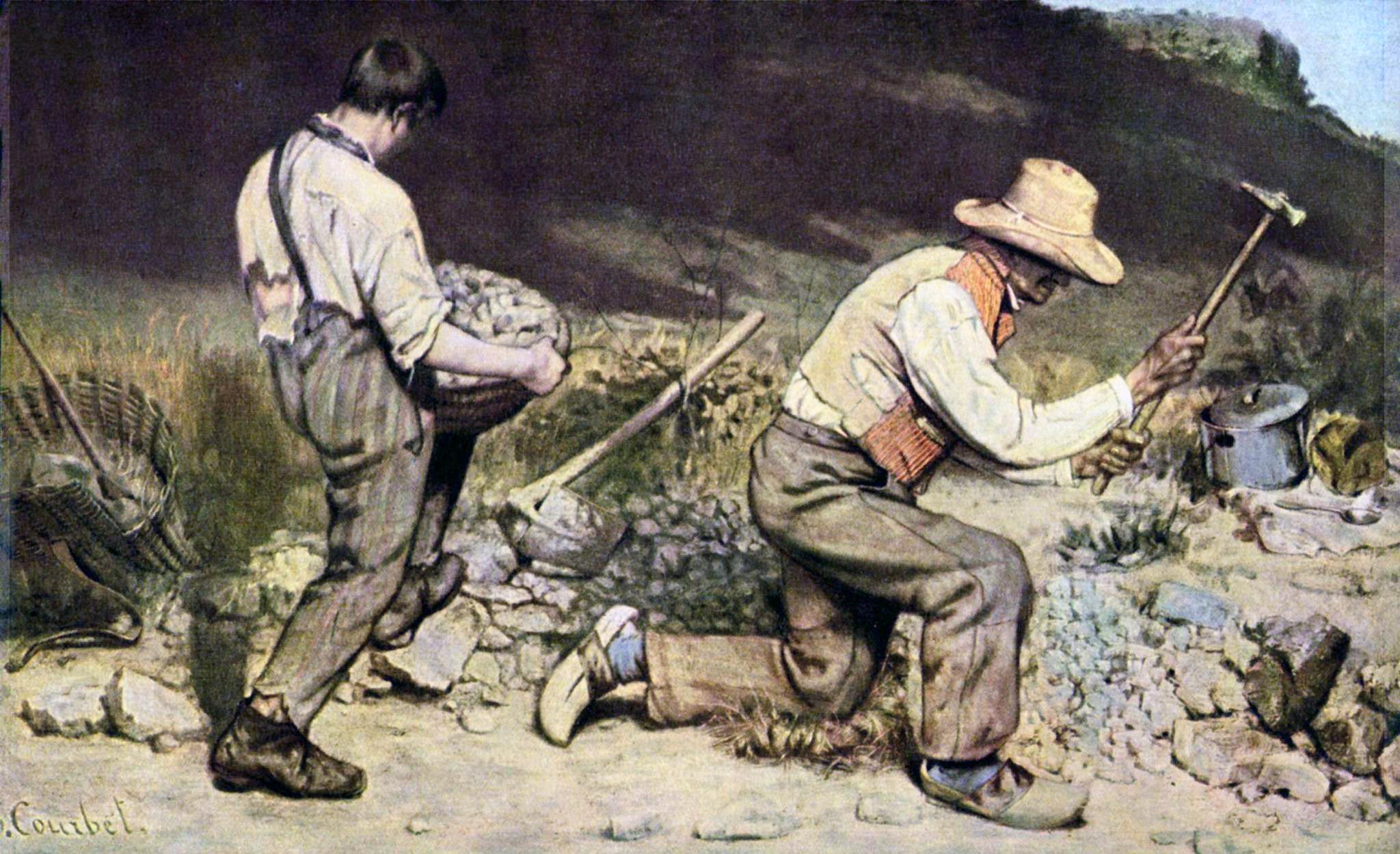
Cioplitorii de piatră, 1849 - Gemäldegalerie, Dresda
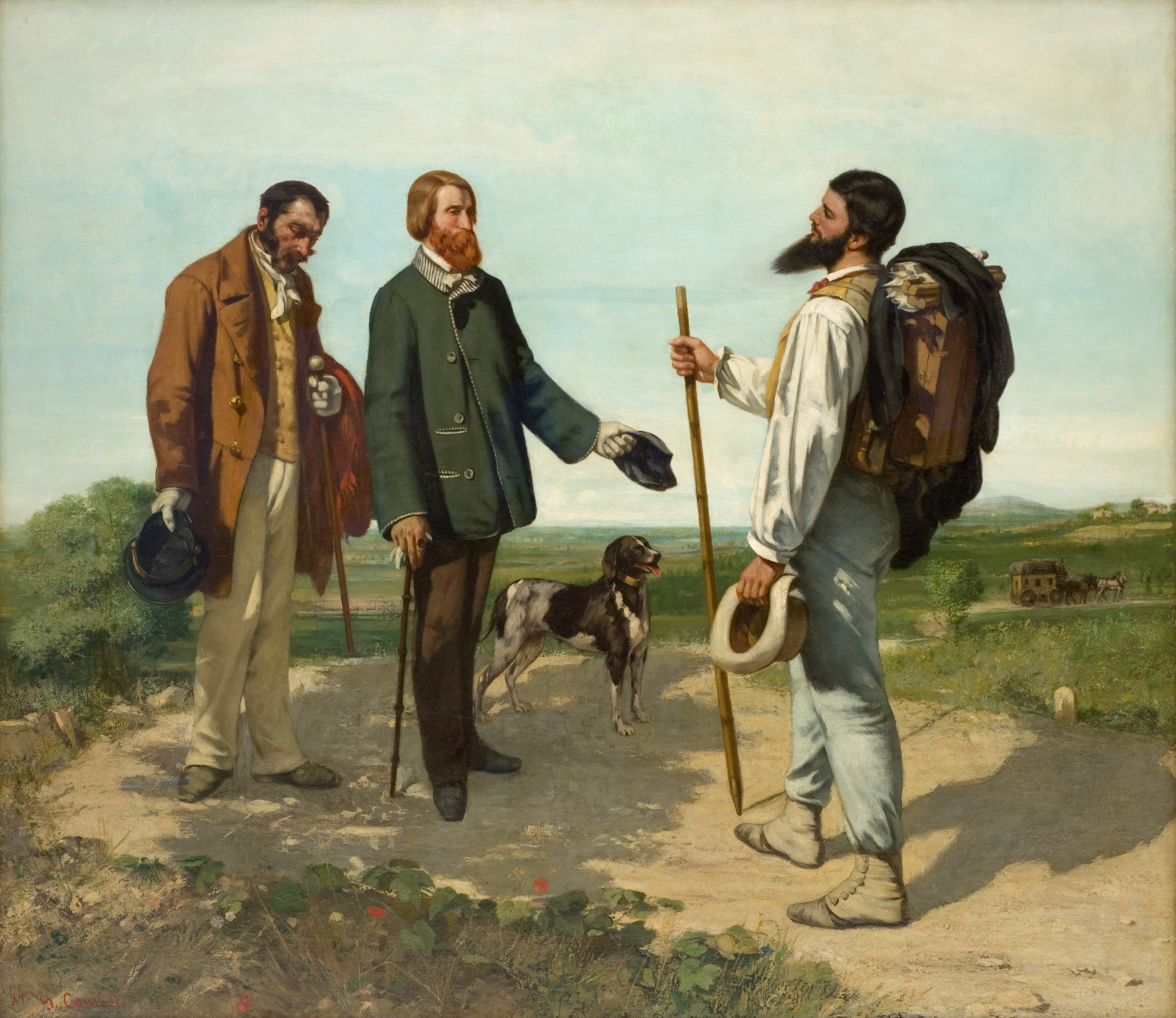
Întâlnirea - Bonjour, Monsieur Courbet !, 1854 - Musée Fabre, Montpellier
Atelierul artistului, 1855 - Musée d'Orsay, Paris
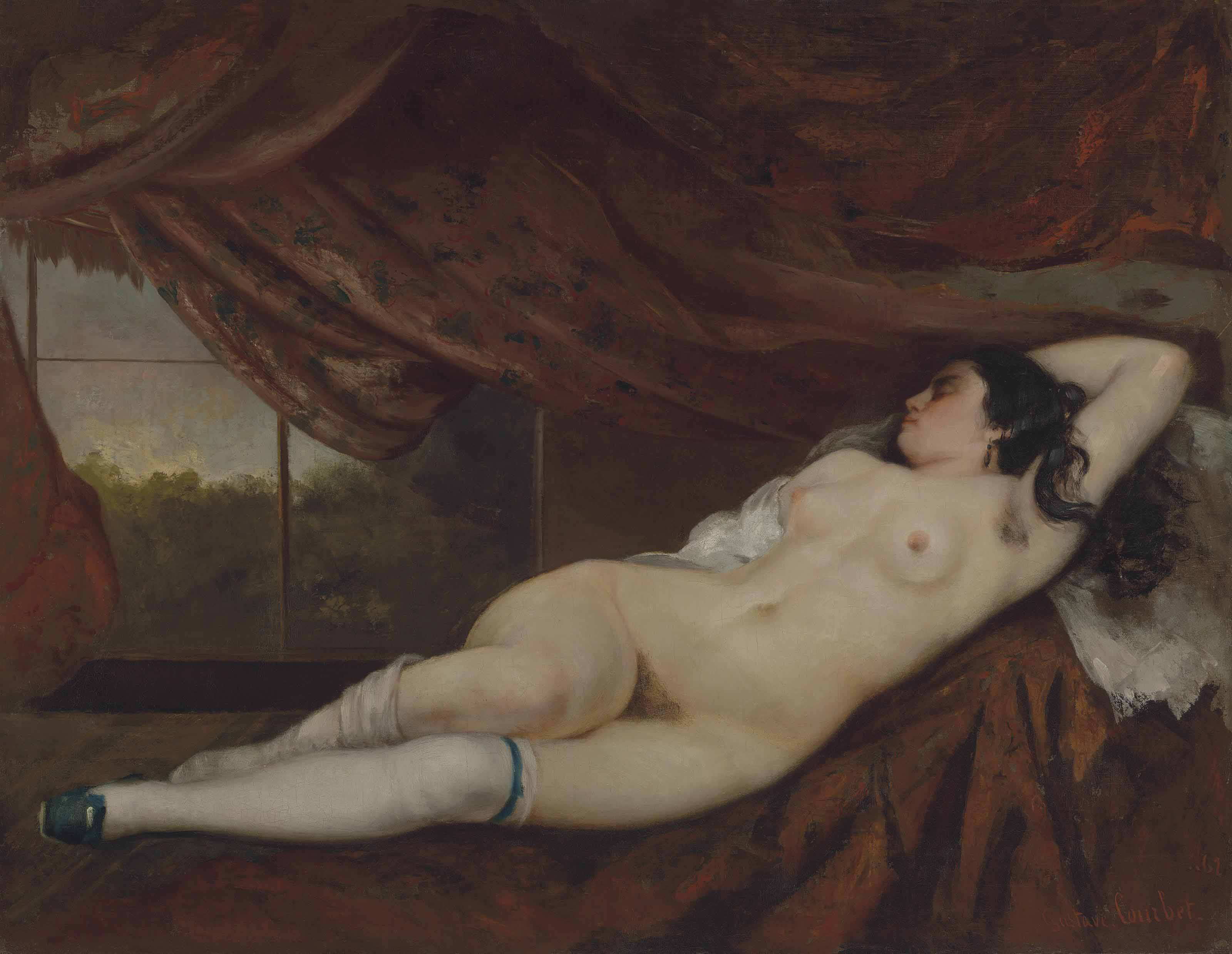
Femeie goală culcată, 1862 - Musée d'Orsay, Paris
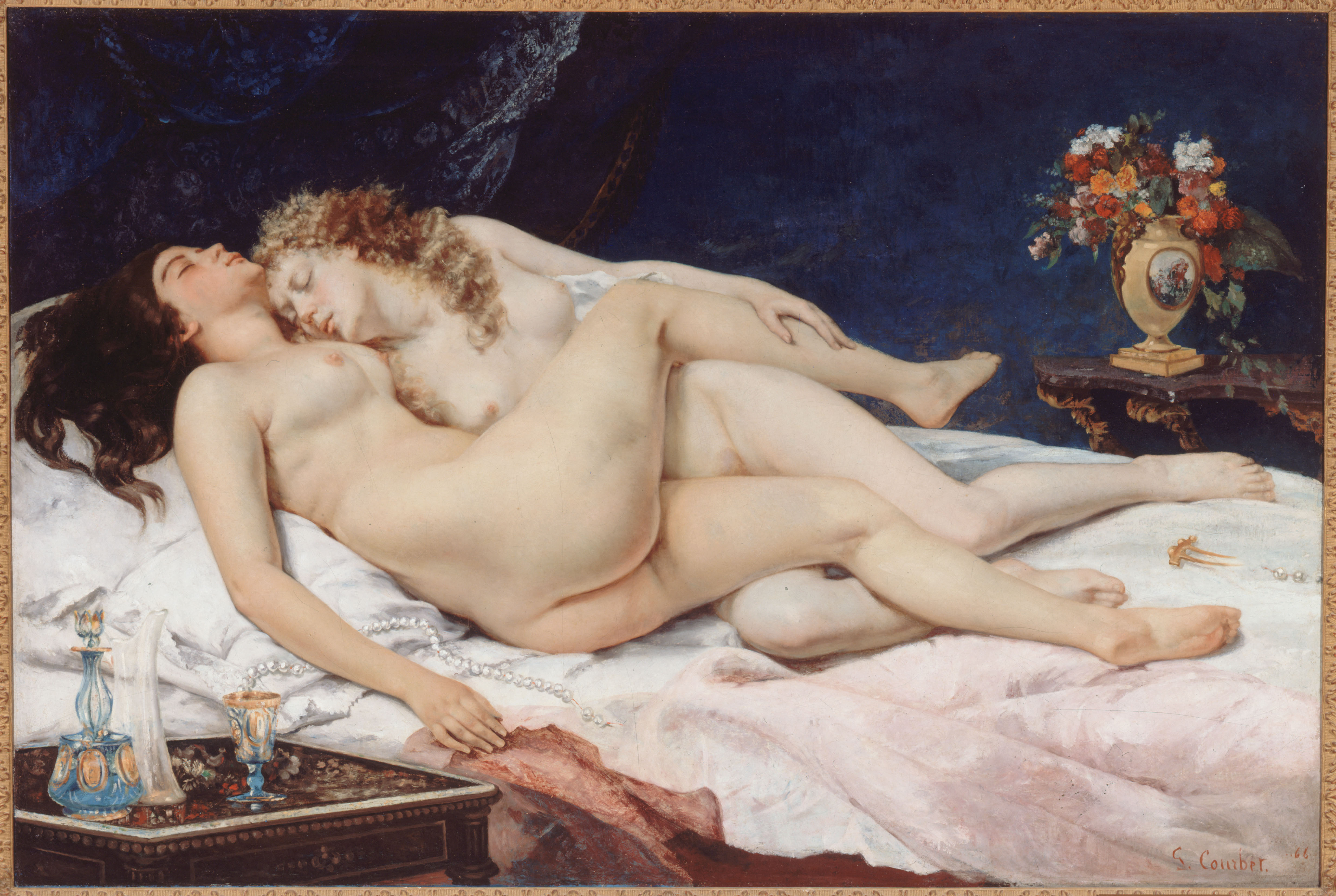
Somnul, 1866 - Musée du Petit Palais, Paris
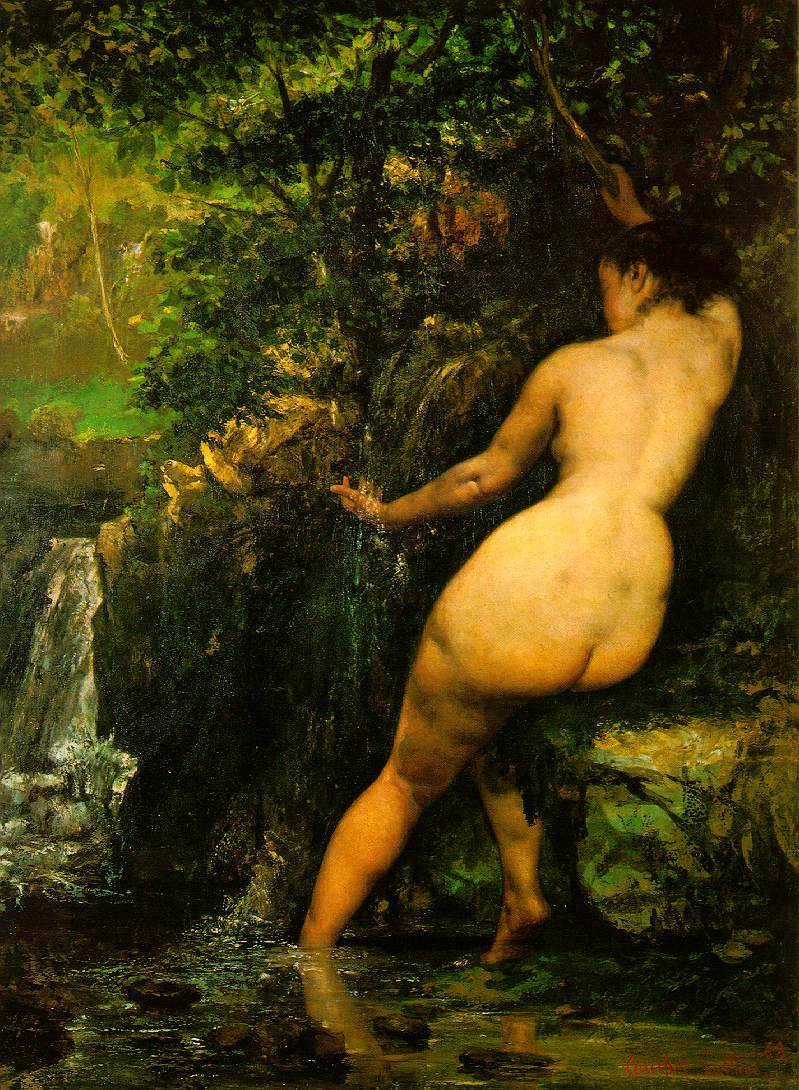
Izvorul 1868 - Musée d'Orsay, Paris
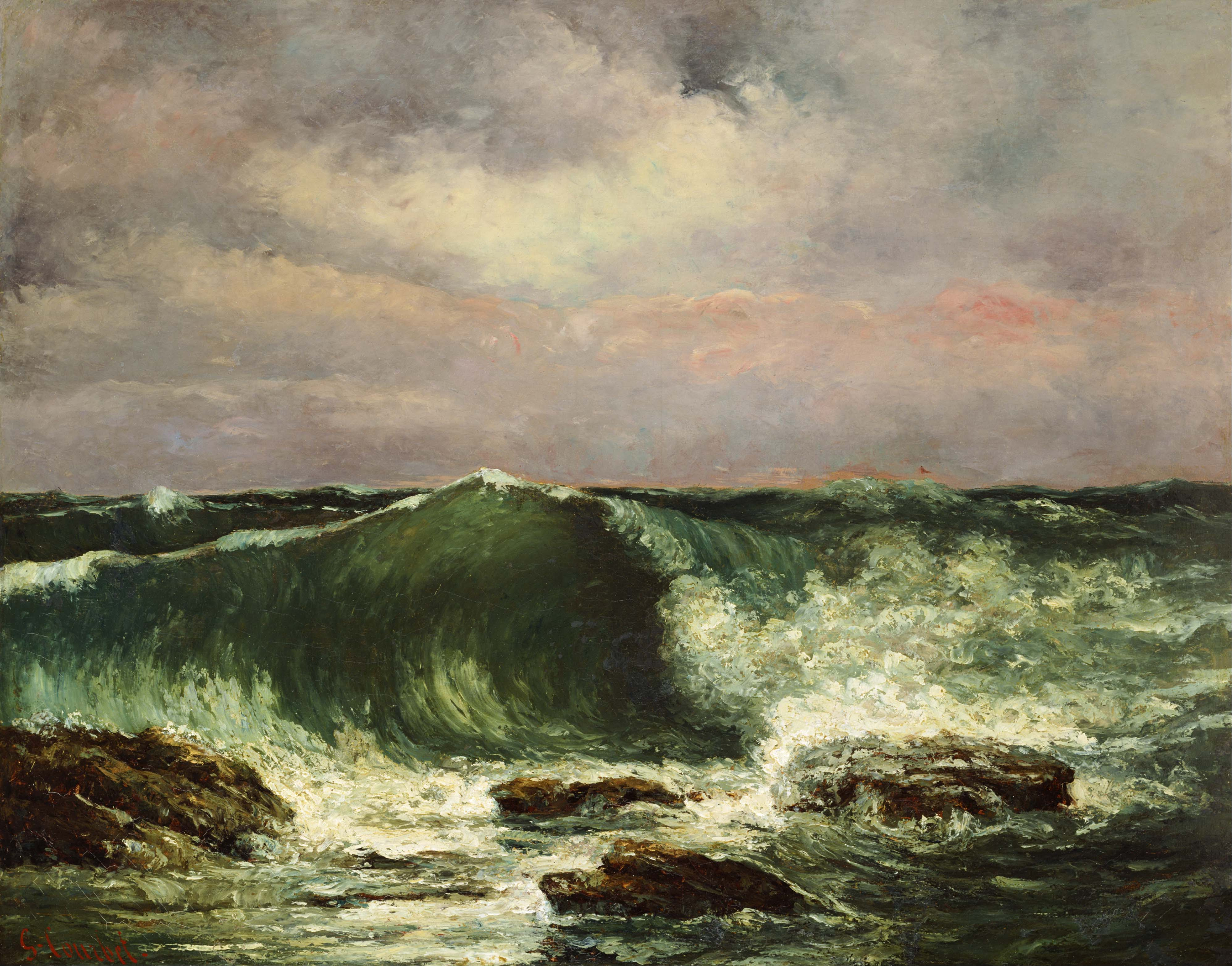
Valuri, 1870 - Museum of Western Art, Tokyo
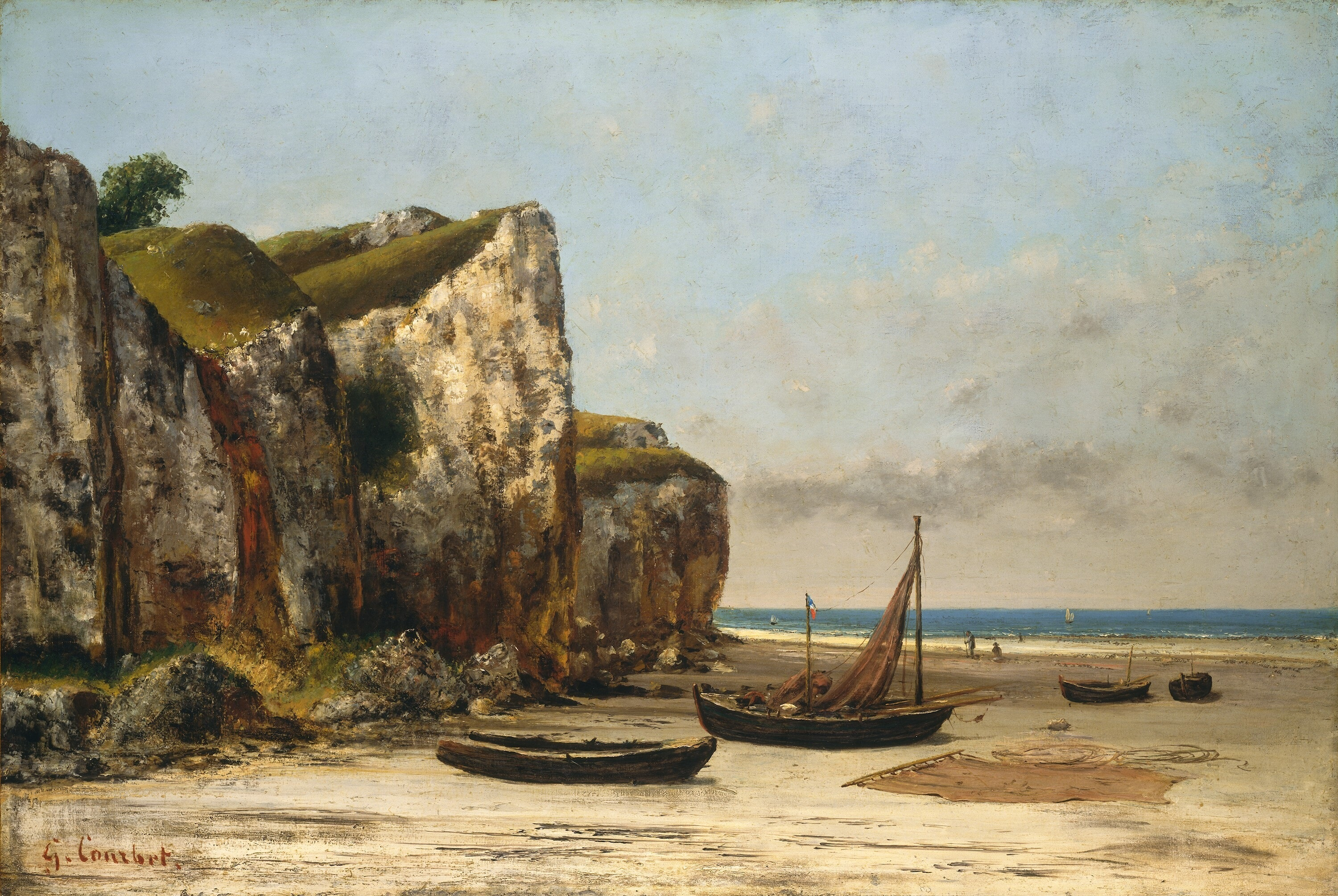
Plajă în Normandia, 1872-1875 - National Gallery of Art, Washington D.C.